# Dave Murray
Dave Murray, egentligen David Michael Murray, född  23 december 1956 i Edmonton, London, är en brittisk gitarrist och medlem i heavy metal-gruppen Iron Maiden. Murray är av skotskt och irländskt ursprung. 
Murray är, tillsammans med Steve Harris, enda kvarvarande originalmedlemmen i Iron Maiden (han gick med i bandet två månader efter det bildades). Murray spelar oftast på Fender Stratocaster-gitarrer. Murrays spelstil kännetecknas av melodiösa solon och galopperande riff.

## Biografi
Dave Murray var som pojke intresserad av fotboll; han var både ett fan och spelade själv. Han var även intresserad av cricket. Men hans familj var fattig, hans far var handikappad och hans mor arbetade bara deltid som städerska, och familjen stannade aldrig så länge på en plats att Murray hann anpassa sig till de olika skollagen han spelade för. När han väl slutade skolan vid 16 års ålder hade han bytt skola minst tio gånger.
Det första han gjorde när han började tjäna pengar var att köpa ett hus till sina föräldrar. Hans far har sedan dess gått bort men hans mor bor kvar i huset än idag. 
Murray blev intresserad av rock när han var femton år. Han hörde "Voodoo Child" av Jimi Hendrix på radion och allting förändrades. Han skaffade sig sin första gitarr och formade sitt första band, en trio som kallade sig Stone Free, där även Adrian Smith från Iron Maiden var medlem.
Efter det spelade Murray i flera olika band innan han träffade Steve Harris och gick med Iron Maiden för första gången 1976. Han blev faktiskt sparkad några månaders senare eftersom dåvarande sångaren Dennis Wilcock inte tyckte om honom och övertalade Steve Harris att sparka honom. Murray gick då med i Adrian Smiths dåvarande band Urchin och spelade in en singel med dem, innan han återigen gick med i Iron Maiden, efter att Wilcock slutat.
Dave Murrays musikaliska bidrag till Iron Maiden under åren har främst varit hans legatobaserade solon och hans "lena" och "mjuka" stil. Detta kan märkas på låtar som till exempel "Rainmaker" från albumet Dance of Death och singeln "The Reincarnation of Benjamin Breeg". Hans unika ljud och stil kan lätt skiljas från de andra gitarristerna i Iron Maiden, Janick Gers och Adrian Smith. Murrays solon har mycket melodi och lägger inte mycket koncentration på att spela snabbt. Han är skicklig på att koppla ihop sina solon med atmosfären och melodin i den låt bandet spelar, och han använder även lillfingret mycket mer än vanligt.
Murray har även skrivit några låtar, dock inte så många texter, på senare Iron Maiden album. Några kända låtar av honom är bland annat "The Prophecy", "Charlotte the Harlot" och "Rainmaker".
På sin fritid gillar Murray att spela golf, något han gör på bonus-dvd:n till livevideoalbumet Rock in Rio.
Dave Murray har en fru, Tamar, och en dotter, Tasha, född 1991. Han bor med sin familj på Hawaii.

## Gitarrer
Dave Murray spelar oftast på Fender Stratocaster-gitarrer, och han har en specialgjord Fender Stratocaster som han uppträtt med sedan 1980-talet. Förutom den har han uppträtt med en rad andra Fender Stratocasters i olika färger och modeller. Han har också uppträtt med Dean, Ibanez, Jackson, Gibson och ESP-gitarrer.

## Diskografi
Iron Maiden
- Iron Maiden (1980)
- Killers (1981)
- The Number of the Beast (1982)
- Piece of Mind (1983)
- Powerslave (1984)
- Live After Death (1985)
- Somewhere in Time (1986)
- Seventh Son of a Seventh Son (1988)
- No Prayer for the Dying (1990)
- Fear of the Dark (1992)
- The X Factor (1995)
- Virtual XI (1998)
- Brave New World (2000)
- Dance of Death (2003)
- A Matter of Life And Death (2006)
- The Final Frontier (2010)
- The Book of Souls (2015)
- Senjutsu (2021)

Gästframträdanden
- Hear 'n Aid (1985) –  Låten "Stars"
- Psycho Motel (1997) – Låten "With You Again"